# Zwartbuikglansspreeuw
De zwartbuikglansspreeuw (Notopholia corusca) is een vogelsoort uit de familie Sturnidae. 

## Verspreiding en leefgebied
Deze soort komt voor in Kenia, Mozambique, Somalië, Zuid-Afrika, Swaziland, Tanzania en Zimbabwe en telt drie ondersoorten:
- N. c. corusca - van zuidelijk Somalië tot oostelijk Zuid-Afrika.
- N. c. vaughani - het eiland Pemba nabij Tanzania.